# Lennart Wasteson
Lennart Wasteson, född 20 mars 1924, död 24 mars 2022, var en svensk jurist som var lagman i Södertälje tingsrätt från 1976 till 1990.
Wasteson tjänstgjorde i justitiedepartementet och justitiekanslern 1967-1976 för att därefter 15 januari 1976 utnämndes till lagman i Södertälje tingsrätt. 